# Дієго Фаббріні
Дієго Фаббріні (італ. Diego Fabbrini, нар. 31 липня 1990, Піза) — італійський футболіст, півзахисник румунського клубу «Динамо» (Бухарест).
Виступав за національну збірну Італії.

## Клубна кар'єра
Народився 31 липня 1990 року в місті Піза. Вихованець футбольної школи клубу «Емполі». Дорослу футбольну кар'єру розпочав 2009 року в основній команді того ж клубу, в якій протягом двох сезонів взяв участь у 56 матчах у Серії B.
2011 року молодого півзахисника запросив до своїх лав вищоліговий «Удінезе». У складі команди з Удіне не пробився до основного складу і за півтора року був відданий в оренду до «Палермо».
Влітку 2013 року став одним із семи гравців «Удінезе», яких до своєї команди запросив італійський тренер англійського «Вотфорда» Джанфранко Дзола. Перебував на контракті із цим клубом другого англійського дивізіону протягом двох з половиною років, провівши за цей час за його команду лише 29 ігор в усіх турнірах. Натомість здебільшого грав на умовах оренди в інших командах — на батьківщині за «Сієну» та за англійські «Міллволл», «Бірмінгем Сіті» та «Мідлсбро».
У січні 2016 року за півтора мільйони фунтів перейшов до ще одного представника Чемпіоншипа «Бірмінгем Сіті». У цій команді не пробився до стартового складу й за рік на умовах оренди став гравцем італійської друголігової «Спеції», а за пів року приєднався також на орендних правах до іспанського «Реал Ов'єдо», також представника другого дивізіону своєї національної першості.
У вересні 2018 року гравець і «Бірмінгем Сіті» узгодили передчасне розірвання контракту, і невдовзі Фаббріні на правах вільного агента став гравцем румунського «Ботошані».
Згодом 2019 року спробував свої сили в болгарському ЦСКА (Софія), утім швидко повернувся до Румунії, де його новим клубом стало бухарестське «Динамо».

## Виступи за збірні
Протягом 2010–2011 років залучався до складу молодіжної збірної Італії. На молодіжному рівні зіграв у 12 офіційних матчах, забивши один гол.
2012 року провів свій єдиний офіційний матч у складі національної збірної Італії.

## Статистика виступів

### Статистика клубних виступів
Станом на 29 листопада 2020
| Сезон                         | Команда                       | Чемпіонат                     | Чемпіонат | Чемпіонат | Національний кубок | Національний кубок | Національний кубок | Єврокубки | Єврокубки | Єврокубки | Інші змагання | Інші змагання | Інші змагання | Усього | Усього | Усього |
| Сезон                         | Команда                       | Ліга                          | Ігор      | Голів     | Ліга               | Ігор               | Голів              | Ліга      | Ігор      | Голів     | Ліга          | Ігор          | Голів         | Ігор   | Голів  |        |
| ----------------------------- | ----------------------------- | ----------------------------- | --------- | --------- | ------------------ | ------------------ | ------------------ | --------- | --------- | --------- | ------------- | ------------- | ------------- | ------ | ------ | ------ |
| 2009–10                       | «Емполі»                      | B                             | 30        | 1         | КІ                 | 2                  | 0                  | -         | -         | -         | -             | -             | -             | 32     | 1      |        |
| 2010–11                       | «Емполі»                      | B                             | 26        | 2         | КІ                 | 2                  | 0                  | -         | -         | -         | -             | -             | -             | 28     | 2      |        |
| Усього за «Емполі»            | Усього за «Емполі»            | Усього за «Емполі»            | 56        | 3         |                    | 4                  | 0                  |           | -         | -         |               | -             | -             | 60     | 3      |        |
| 2011–12                       | «Удінезе»                     | A                             | 14        | 2         | КІ                 | 1                  | 0                  | ЛЧ+ЛЄ     | 1+8       | 0         | -             | -             | -             | 24     | 2      |        |
| 2012-січ. 2013                | «Удінезе»                     | A                             | 7         | 0         | КІ                 | 1                  | 0                  | ЛЧ+ЛЄ     | 2+4       | 0+1       | -             | -             | -             | 14     | 1      |        |
| Усього за «Удінезе»           | Усього за «Удінезе»           | Усього за «Удінезе»           | 21        | 2         |                    | 2                  | 0                  |           | 15        | 1         |               | -             | -             | 38     | 3      |        |
| січ.-черв. 2013               | «Палермо»                     | A                             | 8         | 1         | КІ                 | -                  | -                  | -         | -         | -         | -             | -             | -             | 8      | 1      |        |
| 2013-січ. 2014                | «Вотфорд»                     | ЧФЛ                           | 21        | 1         | КА+КЛ              | 2+2                | 0                  | -         | -         | -         | -             | -             | -             | 25     | 1      |        |
| січ.-черв. 2014               | «Сієна»                       | B                             | 10        | 1         | КІ                 | -                  | -                  | -         | -         | -         | -             | -             | -             | 10     | 1      |        |
| 2014-січ. 2015                | «Вотфорд»                     | ЧФЛ                           | 2         | 0         | КА+КЛ              | 0+2                | 0                  | -         | -         | -         | -             | -             | -             | 4      | 0      |        |
| Усього за «Вотфорд»           | Усього за «Вотфорд»           | Усього за «Вотфорд»           | 23        | 1         |                    | 6                  | 0                  |           | -         | -         |               | -             | -             | 29     | 1      |        |
| січ.-бер. 2015                | «Міллволл»                    | ЧФЛ                           | 12        | 1         | КА+КЛ              | -                  | -                  | -         | -         | -         | -             | -             | -             | 12     | 1      |        |
| бер.-черв. 2015               | «Бірмінгем Сіті»              | ЧФЛ                           | 5         | 0         | КА+КЛ              | -                  | -                  | -         | -         | -         | -             | -             | -             | 5      | 0      |        |
| 2015-січ. 2016                | «Мідлсбро»                    | ЧФЛ                           | 22        | 4         | КА+КЛ              | 1+3                | 1+1                | -         | -         | -         | -             | -             | -             | 26     | 6      |        |
| січ.-черв. 2016               | «Бірмінгем Сіті»              | ЧФЛ                           | 14        | 0         | КА+КЛ              | -                  | -                  | -         | -         | -         | -             | -             | -             | 14     | 0      |        |
| 2016-січ. 2017                | «Бірмінгем Сіті»              | ЧФЛ                           | 7         | 0         | КА+КЛ              | 2+0                | -                  | -         | -         | -         | -             | -             | -             | 9      | 0      |        |
| Усього за «Бірмінгем Сіті»    | Усього за «Бірмінгем Сіті»    | Усього за «Бірмінгем Сіті»    | 26        | 0         |                    | 2                  | 0                  |           | -         | -         |               | -             | -             | 28     | 0      |        |
| січ.-черв. 2017               | «Спеція»                      | B                             | 17+1      | 1         | КІ                 | -                  | -                  | -         | -         | -         | -             | -             | -             | 18     | 1      |        |
| 2017–18                       | «Реал Ов'єдо»                 | СД                            | 17        | 1         | КІ                 | 0                  | 0                  | -         | -         | -         | -             | -             | -             | 17     | 1      |        |
| 2018–19                       | «Ботошані»                    | Л1                            | 31        | 5         | КР                 | 1                  | 0                  | -         | -         | -         | -             | -             | -             | 32     | 5      |        |
| лип.-серп. 2019               | ЦСКА (Софія)                  | ПФГ-А                         | 5         | 0         | КБ                 | 0                  | 0                  | ЛЄ        | 6         | 0         | -             | -             | -             | 11     | 0      |        |
| вер. 2019–20                  | «Динамо» (Бухарест)           | Л1                            | 17        | 1         | КР                 | 2                  | 0                  | -         | -         | -         | -             | -             | -             | 17     | 1      |        |
| 2020–21                       | «Динамо» (Бухарест)           | Л1                            | 10        | 0         | КР                 | 1                  | 2                  | -         | -         | -         | -             | -             | -             | 2      | 0      |        |
| Усього за «Динамо» (Бухарест) | Усього за «Динамо» (Бухарест) | Усього за «Динамо» (Бухарест) | 27        | 1         |                    | 3                  | 2                  |           | -         | -         |               | -             | -             | 30     | 3      |        |
| Усього за кар'єру             | Усього за кар'єру             | Усього за кар'єру             | 276       | 21        |                    | 22                 | 4                  |           | 21        | 1         |               | -             | -             | 319    | 26     |        |

### Статистика виступів за збірну
| Дата      | Місто | Господарі | Результат | Гості  | Турнір           | Голи | Примітки |
| --------- | ----- | --------- | --------- | ------ | ---------------- | ---- | -------- |
| 15-8-2012 | Берн  | Італія    | 1 – 2     | Англія | товариський матч | -    | 84' 86'  |
| Усього    |       | Матчів    | 1         |        | Голів            | 0    |          |

| Дата       | Місто             | Господарі            | Результат  | Гості      | Турнір                             | Голи | Примітки    |
| ---------- | ----------------- | -------------------- | ---------- | ---------- | ---------------------------------- | ---- | ----------- |
| 3-9-2010   | Сараєво           | Боснія і Герцеговина | 0 – 1      | Італія     | Кваліфікація молодіжного Євро-2011 | -    | 60'         |
| 7-9-2010   | Пескара           | Італія               | 1 – 0      | Уельс      | Кваліфікація молодіжного Євро-2011 | -    |             |
| 8-10-2010  | Рієті             | Італія               | 2 – 0      | Білорусь   | Кваліфікація молодіжного Євро-2011 | -    | 85' плей-оф |
| 12-10-2010 | Борисов           | Білорусь             | 3 – 0 д.ч. | Італія     | Кваліфікація молодіжного Євро-2011 | -    | плей-оф     |
| 17-11-2010 | Фермо             | Італія               | 2 – 1      | Туреччина  | Товариський матч                   | -    | 68'         |
| 8-2-2011   | Емполі            | Італія               | 1 – 0      | Англія     | Товариський матч                   | -    | 46'         |
| 24-3-2011  | Реджо-нель-Емілія | Італія               | 3 – 1      | Швеція     | Товариський матч                   | 1    | 64'         |
| 29-3-2011  | Кассель           | Німеччина            | 2 – 2      | Італія     | Товариський матч                   | -    | 46'         |
| 1-6-2011   | Тулон             | Кот-д'Івуар          | 0 – 2      | Італія     | Турнір у Тулоні - 1 етап           | -    | 55'         |
| 3-6-2011   | Сен-Рафаель       | Італія               | 1 – 1      | Португалія | Турнір у Тулоні - 1 етап           | -    | 60'         |
| 8-6-2011   | Тулон             | Франція              | 1 – 0      | Італія     | Турнір у Тулоні - півфінал         | -    | 59'         |
| 10-8-2011  | Варезе            | Італія               | 1 – 1      | Швейцарія  | Товариський матч                   | -    | 46'         |
| Усього     |                   | Матчів               | 12         |            | Голів                              | 1    |             |